# Leonyid Mikolajovics Smuc
Leonyid Mikolajovics Smuc (ukránul: Леонід Миколайович Шмуц, oroszul: Леонид Николаевич Шмуц; Nyikopol, 1948. október 8. –) ukrán labdarúgókapus, korábban szovjet válogatott labdarúgó.

## Pályafutása

### A válogatottban
1971-ben 2 alkalommal szerepelt a szovjet válogatottban. Részt vett az 1970-es világbajnokságon.

## Sikerei, díjai
CSZKA Moszkva
- Szovjet bajnok (1): 1970
- Szovjet kupadöntős (1): 1967–68